# Едюкейшн-Сіті
Едюкейшн-Сіті — це населений пункт у Ер-Райяні (Катар), на території якого розташовані різноманітні науково-освітні заклади, включно з кампусами восьми міжнародних університетів.

## Установи
На території кампусу знаходяться університети, заклади базової освіти, науково-дослідницькі центри, тощо.

### Університети
Шість американських університетів, один британський та один французький університет мають свої філії в Едюкейшн-Сіті. Також на території кампусу знаходиться один місцевий університет.
- Філіал Університету Співдружності Вірджинії у Катарі має школу мистецтв. Філія започаткована у 1998 і була першим міжнародним університетом-партнером на території Едюкейшн-Сіті. У філії можна отримати диплом у галузях дизайн моди, графічний дизайн, дизайн інтер'єру, живопис і естамп, ступінь бакалавра мистецтв у історії мистецтв, ступінь магістра витончених мистецтв з дизайну.

- Медичний коледж при Корнелльському університеті у Катарі було започатковано у 2001 році як партнерство між Корнелльським університетом та Qatar Foundation. Дає змогу завершити шестирічну програму навчання та отримати ступінь доктора медичних наук.

- Техаський університет A&M в Катарі започатковано в 2003. У філії можна отримати ступінь бакалавра у галузі хімічної інженерії, електричної інженерії, механічної інженерії та нафтової інженерії.

- Університет Карнегі-Меллон у Катарі у Едюкейшн-Сіті з 2004. Навчає студентів за спеціальностями біологічних наук, адміністрації бізнесу, комп'ютерних наук, інформаційних систем.

- Джорджтаунський університет у Катарі було започатковано у 2005. Має чотирирічні програми отримання ступеню бакалавра з наступних спеціальностей: міжнародна економіка, міжнародна політика, культура та політика, а також міжнародна історія.

- Північно-Західний університет у Катарі було засновано 2008 року. У філії можна отримати ступінь бакалавра у спеціальності журналістика та стратегічна комунікація. Паралельно можна отримати вторинні ступені дослідження Близького Сходу, а також медіа та політика.

- HEC Paris у Катарі започатковано у 2010. Курси навчального закладу включають програму магістра, літню школу, програму доктора філософії та інші програми. Мають програму для ступеня магістру з стратегічного менеджменту бізнесу.

- Кампус Університетського коледжу Лондона відкрилися на території кампусу у 2010. Мають курси «MA in Library and Information Studies» та «MA in Museum and Gallery Practice».

- Університет імені Хамада бін Халіфа було започатковано у 2010 році. Пропонує багато різноманітних програм для отримання ступенів бакалавра, магістра та доктора філософії з медичних, гуманітарних чи точних наук.